# Поле Кіллінга
Поле Кіллінга — векторне поле швидкостей (локальної) однопараметричної групи рухів ріманового або псевдоріманового многовиду.
Іншими словами, потік, який генерується векторним полем Кіллінга, задає неперервне однопараметричне сімейство рухів многовиду, тобто перетворень, відносно яких метричний тензор залишається інваріантним.
Зокрема, якщо метричний тензор {\displaystyle g_{\mu \nu }} в деякій системі не залежить від однієї з координат {\displaystyle x^{\mu }}, тоді векторне поле уздовж цієї координати {\displaystyle {\hat {e}}_{\mu }(x)\equiv \partial _{\mu }} буде полем Кіллінга.
Вектори Кіллінга у фізиці вказують на симетрію фізичної моделі і допомагають знайти величини, що зберігаються, такі як енергія, імпульс або спін. У теорії відносності, наприклад, якщо метричний тензор не залежить від часу, то в просторі-часі існує часоподібний вектор Кіллінга, з яким пов'язана величина, що зберігається — енергія гравітаційного поля.
Назва дана на честь німецького математика Вільгельма Кіллінга, який відкрив групи Лі і багато їх властивості паралельно з Софусом Лі.

## Означення
Векторне поле {\displaystyle X} на {\displaystyle M} називається полем Кіллінга якщо воно задовольняє наступному рівнянню:
{\displaystyle {\mathcal {L}}_{X}g=0,}
де {\displaystyle {\mathcal {L}}_{X}} — похідна Лі за напрямком {\displaystyle X}, a {\displaystyle g} — ріманова метрика на {\displaystyle M}.
Це рівняння можна переписати через зв'язність Леві-Чивіти:
{\displaystyle g(\nabla _{Y}X,Z)+g(Y,\nabla _{Z}X)=0}
для будь-яких полів {\displaystyle Y} і {\displaystyle Z}.
У термінах локальних координат:
{\displaystyle \nabla _{i}X_{j}+\nabla _{j}X_{i}=0.}